# 南小冈
南小冈（1964年6月—），男，汉族，中共党员，中国人民解放军陆军少将军衔。曾任中共湖南省委常委、省军区司令员。

## 生平
南小冈长期在成都军区服役。2015年出任第13集团军副军长，2016年7月晋升少将军衔，2017年改任重庆警备区副司令员。2021年10月，任湖南省军区司令员。